# 猫白血病ウイルス感染症
猫白血病ウイルス感染症（ねこはっけつびょうウイルスかんせんしょう、英: feline leukemia virus infection）とは、猫白血病ウイルス(FeLV) を原因とするネコの感染症。リンパに腫瘍ができる悪性リンパ腫をおこすことが多い。

## 猫白血病ウイルス
猫白血病ウイルス(FeLV)はレトロウイルス科ガンマレトロウイルス属に属する1本鎖2分節のRNAウイルス。A、B、Cの3つのサブグループからなり、ネコに感染を引き起こすのはサブグループAに属するウイルスである。このウイルスは感染しているネコの唾液に含まれており、経口感染、経鼻感染により水平感染を起こす。また、経胎盤感染や分娩時、保育時に母親から感染することもある（垂直感染）。腫瘍原性を有するが、感染した動物すべてに白血病を引き起こすとは限らない。

## 症状
若齢あるいは免疫抑制状態のネコでは持続的なウイルス血症を起こすことがある。非再生性貧血、リンパ腫を代表とする造血器系の腫瘍、免疫不全を起こす。

## 治療法・予防法
猫白血病ウイルス感染症に対する特異的な治療法は確立されておらず、治療には各種症状に対する対症療法を行う。予防としては感染経路の遮断が最も有効であり、飼育動物では室内での飼育が推奨される。ワクチンが市販されているが、感染を確実に防ぐほどの効果はない。